# Arefu
Arefu est une commune du județ d'Argeș en Roumanie. Elle est accessible par la
Route Transfăgăraș. Sur son territoire se trouve une ancienne citadelle qui a été construite par Vlad Țepeș.

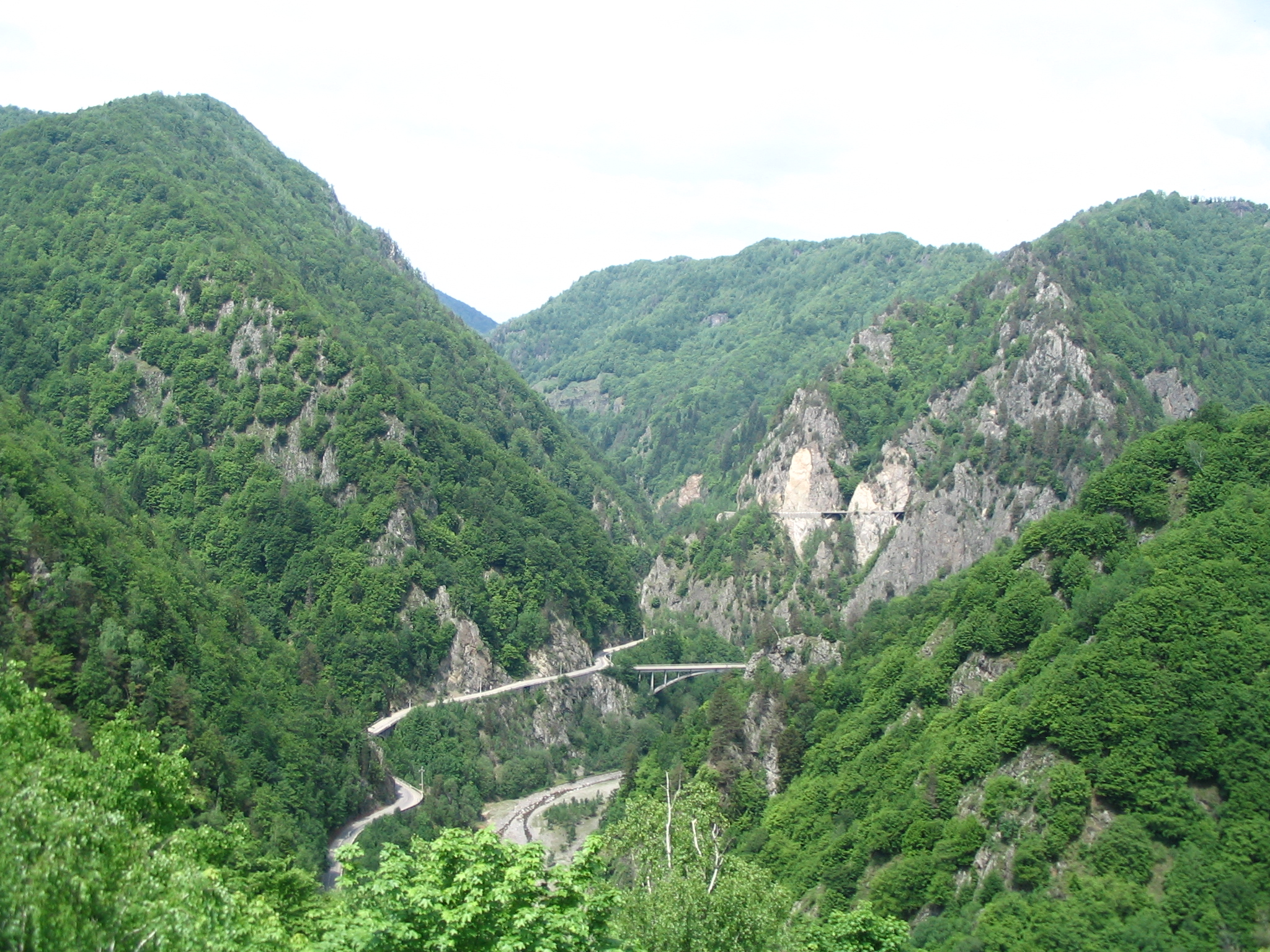
Vue de la route Route Transfăgăraș depuis la citadelle d'Arefu